# Jumellea pachyra
Jumellea pachyra là một loài thực vật có hoa trong họ Lan. Loài này được (Kraenzl.) H.Perrier mô tả khoa học đầu tiên năm 1941.